# Emanuel Walch
Johann Emanuel Walch (* 28. August 1862 in Kaisers, Tirol; † 25. August 1897 in Toblach, Tirol) war ein österreichischer Maler.

## Leben
Emanuel Walch arbeitete zunächst in der Werkstatt von Johann Kärle in Vorderhornbach. Mit der Hilfe von Gönnern und eines Stipendiums des Landes studierte er anschließend ab 1883 an der Akademie der Bildenden Künste München bei Ludwig von Löfftz und Andreas Müller. Walch schuf Ölbilder, Altarbilder und Fresken im Stil der Nazarener und erhielt Aufträge auch über Tirol hinaus. Durch den Sturz von einem Malergerüst und ein Lungenleiden geschwächt, starb er 1897 mit nur 35 Jahren.

## Werke

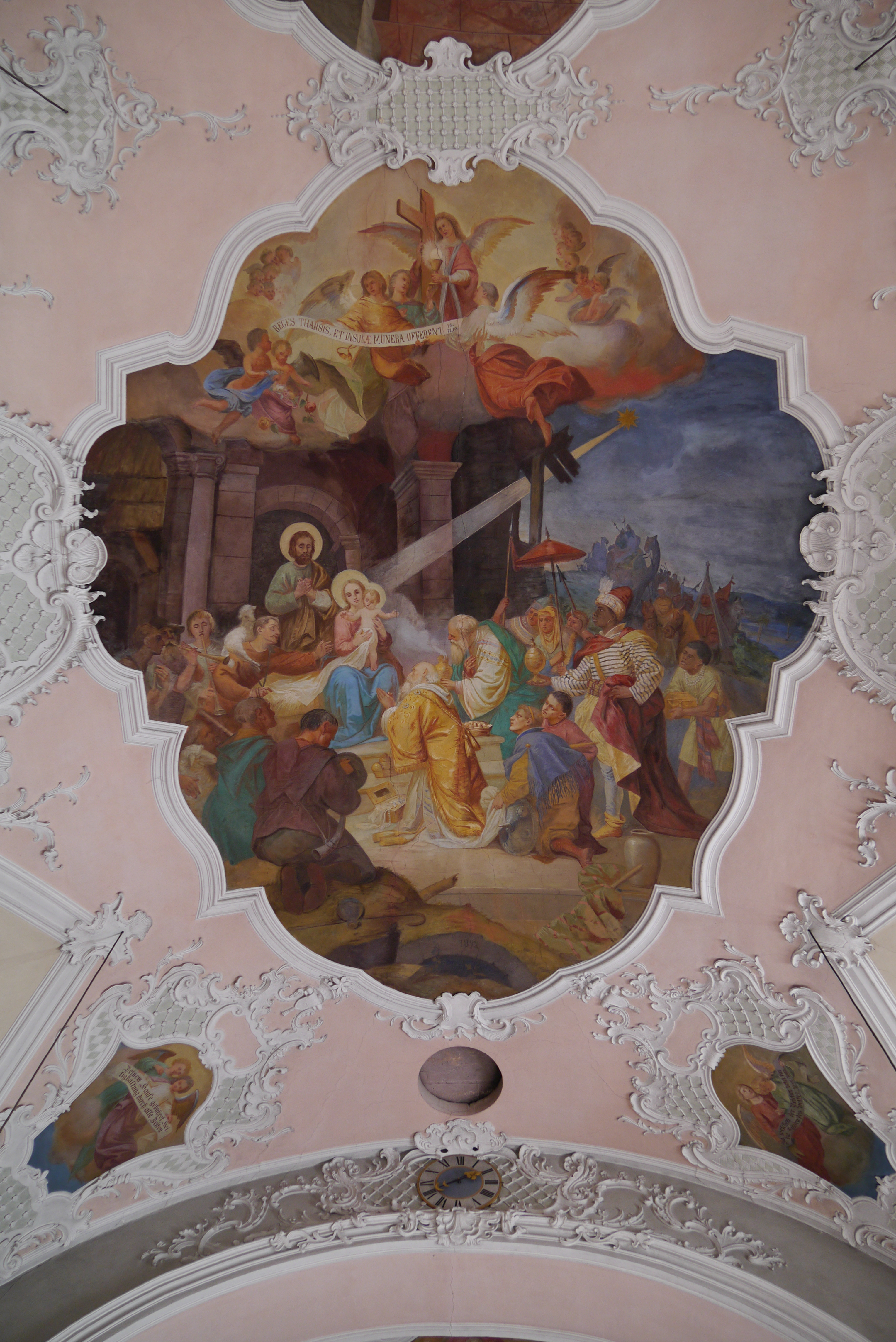
Deckenfresko Anbetung der Könige, Pfarrkirche Münster (1891)

- Deckenfresken Gottvater mit Engeln, Jesus unter den Schriftgelehrten, Moses und die Eherne Schlange, Kreuzigung Christi, Grablegung, Himmelfahrt Christi, Alter Bund, Neuer Bund, Pfingsten, Predigt des hl. Petrus, Predigt des hl. Paulus, Evangelisten, Kirchenväter, Pfarrkirche Satteins, 1884 (mit Johann Kärle)
- Gewölbemalereien, Deckenfresko Marter des hl. Laurentius, Pfarrkirche Tösens, 1890 (mit Johann Kärle)[2]
- Deckenfresken Anbetung der Könige, Die Stände huldigen Christus und Maria, Evangelisten und Kirchenväter, Wandfresken Letztes Abendmahl, Christus im Haus des Lazarus, Pfarrkirche Münster, 1891/92[3]
- Fresken an der Chorwand Christus erscheint Petrus und Kreuzigung Petri, Pfarrkirche Vomp, 1893 (übermalt)[4]
- Gewölbemalereien Jüngstes Gericht, Szenen aus dem Leben der hll. Gregor d. Große und Martin, Totenkapelle im Friedhof Münster, 1894[5]
- Wandgemälde im Langhaus mit Szenen aus der Kindheit Jesu, Nikolaikirche Villach, 1895
- Wandgemälde Schöpfung, Vertreibung aus dem Paradies, Opfer Abrahams, Taufe Christi, Ungläubiger Thomas, Pfingstwunder, Jüngstes Gericht an den Außenwänden des Langhauses, Pfarrkirche Untermieming, 1896[6]
- Hochaltarbild, Pfarrkirche Innervillgraten, 1896[7]